# Медаль «За мужество»
Медаль «За мужество» (каз. Ерлігi үшін) — государственная награда Республики Казахстан, учреждённая на основании Закона Республики Казахстан «О государственных наградах Республики Казахстан» от 12 декабря 1995 года за № 2676.

## Положение о медали
Медалью награждаются граждане за храбрость и самоотверженность, проявленные:
- в экстремальных ситуациях, связанных со спасением человеческих жизней (на водах, на пожаре, при стихийных бедствиях);
- в борьбе с преступностью.

Медаль изготовлена на Казахстанском монетном дворе в Усть-Каменогорске.

## Галерея

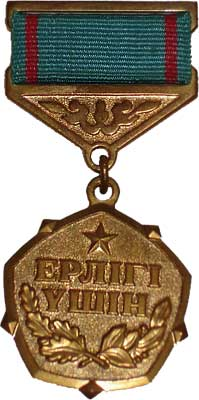
Тип 1